# 林宗仁 (崇禎特用)
林宗仁，字慈源，號銅溪，福建漳州府平和縣人，明朝政治人物，賜特用出身。

## 生平
崇禎三年舉人，授武義知縣。崇禎十三年中殿試乙榜。官戶部貴州司主事。明亡歸里，閉門著述，著有《林氏說書》。